# (209148) Dustindeford
(209148) Dustindeford est un astéroïde de la ceinture principale.

## Description
(209148) Dustindeford est un astéroïde de la ceinture principale. Il fut découvert le 27 septembre 2003 à l'observatoire d'Apache Point par le programme Sloan Digital Sky Survey. Il présente une orbite caractérisée par un demi-grand axe de 2,46 UA, une excentricité de 0,13 et une inclinaison de 13,0° par rapport à l'écliptique.

## Compléments